# Itagonia cordiformis
Itagonia cordiformis là một loài bọ cánh cứng đặc hữu của Tây Tạng, Trung Quốc. Nó được mô tả đầu tiên năm 2007.